# Oxyethira harpagella
Oxyethira harpagella is een schietmot uit de familie Hydroptilidae. De soort komt voor in het Oriëntaals gebied.